# Escalfament vocal
L'escalfament vocal és una sèrie d'exercicis destinats a preparar la veu per cantar, actuar o altres usos. Els escalfaments vocals són exercicis essencials per als cantants per millorar el rendiment vocal i reduir la sensació d'esforç per cantar. La investigació demostra que participar en escalfaments vocals pot augmentar temporalment l'esforç vocal, que es normalitza després d'un breu descans, millorant la preparació vocal per a l'actuació.
La investigació demostra que participar en escalfaments vocals pot augmentar temporalment l'esforç vocal, que es normalitza després d'un breu descans, millorant la preparació vocal per a l'actuació.

## Descripció
Els escalfaments vocals estan pensats per aconseguir cinc coses: un escalfament físic de tot el cos, preparar la respiració, preparar els articuladors i ressonadors, passar del registre parlat al registre de cant (o un registre parlat estès per actuar) i preparar el material que s'assajarà o representarà.
L'escalfament físic de tot el cos ajuda a preparar el cos d'un cantant o actor de moltes maneres.
Els músculs de tot el cos s'utilitzen per cantar/actuar.
Els estiraments ajuden a activar i preparar els grans grups musculars que cuiden l'equilibri i la postura, i els grups musculars més petits que estan directament implicats en la respiració i l'articulació facial.
Els estiraments de l'abdomen, l'esquena, el coll i les espatlles són importants per evitar la tensió, que influeix en el so de la veu a través de la constricció de la laringe o dels músculs respiratoris.
És possible que els actors (inclosos els cantants d'òpera o els intèrprets de teatre musical) hagin de fer un escalfament físic més complet si el seu paper és físicament exigent.
Preparar la respiració implica no només estirar els molts músculs implicats en la respiració, sinó preparar-los per mantenir l'exhalació durant llargs passatges de cant/parla.
Cal un entrenament específic dels músculs respiratoris perquè els cantants prenguin una respiració profunda molt ràpida i mantinguin la seva exhalació durant molts compassos de música.
Un bon escalfament vocal hauria d'incloure exercicis com ara inhalar durant 4 temps, després exhalar durant 8 temps (i passar lentament fins que l'intèrpret pugui inspirar durant 1 temps i exhalar el màxim de temps possible); També s'utilitzen aire panteixant o bufant per participar en els músculs intercostals.
L'articulació vocal està controlada per diversos teixits, músculs i estructures (lloc d'articulació), però es pot entendre bàsicament com els efectes dels llavis, les dents i la punta de la llengua.
Sovint també intentem fer servir la nostra mandíbula per a l'articulació, la qual cosa crea tensió innecessària als músculs facials i a la llengua.
Un bon escalfament vocal relaxarà la mandíbula, alhora que activa els llavis i la llengua en una varietat d'exercicis per estirar els músculs i preparar-se per a l'articulació vocal més definida que cal quan es canta o actua.
Aquests exercicis poden incloure els embarbussaments, o el famós me, may, ma, moh, moo que es veu fent molts actors al cinema.
Els ressonadors són les superfícies dures i toves dins de la cavitat bucal que afecten les ones sonores produïdes durant la fonació.
Les superfícies dures, com el paladar dur, no poden ser controlades pel cantant, però les superfícies toves, com el paladar tou, es poden entrenar per canviar el timbre del so.
Un escalfament vocal hauria d'incloure exercicis que dirigeixen el so cap a aquestes superfícies dures i suaus; aquests exercicis poden incorporar una varietat d'efectes sonors, com ara crits, gemecs i sons nasals.
Altres exercicis poden ajudar els cantants/actors a ser conscients de l'aixecament del paladar tou, la qual cosa pot crear un timbre més fosc i ric quan es canten; un exemple seria simular un sobtat bufat i, a continuació, mantenir l'obertura de la part posterior de la boca.
Sens dubte, canviar el to estira els músculs vocals, i cantar o projectar la veu per actuar requereix un ús més intens d'aquests músculs.
Un bon escalfament vocal hauria de moure el cantant/actor des del registre parlat (petit rang de to, petit rang dinàmic, dicció col·loquial) al registre de cant (gran rang de to, gran rang dinàmic i dicció específica per a les exigències del paper o peça).
Aquesta és sovint la part més gran i complexa de l'escalfament vocal, i requereix multitud d'exercicis.
Aquests exercicis també proporcionen entrenament de la veu, i de vegades s'anomenen vocalises.
Aquestes activitats ensenyen el control de la respiració, la dicció, la barreja i l'equilibri.
Una vocalització és un exercici vocal (sovint un adequat per a l'actuació) sense paraules, que es canta amb un o més sons vocàlics.
Finalment, un bon escalfament vocal hauria de preparar el material específic que s'assajarà o interpretarà (normalment un escalfament vocal és un precursor de l'assaig o de l'actuació).
Això podria ser tan senzill com fer uns exercicis en la tonalitat que es vol cantar, o amb l'accent que ha de fer servir un actor per al seu paper.
Alguns passatges difícils del següent repertori es poden desglossar i utilitzar com a exercici, i cal preparar qualsevol requisit lingüístic (si l'intèrpret canta en la seva llengua no materna, voldrà fer exercicis per preparar-se per als sons i les formes que calen en aquesta llengua).
Quan l'escalfament vocal és dirigit per un director (sigui musical o teatral), també ofereix una oportunitat important per avaluar les habilitats vocals dels cantants/actors a mà sense la distracció del repertori i per entrenar específicament les àrees de debilitat.
Per a alguns, el seu director serà l'únic professor de veu amb qui treballen, per la qual cosa l'escalfament vocal és l'únic moment en què reben un entrenament específic per als músculs que requereix el seu ofici.

## Vocalització

### Música clàssica
Les vocalises es remunten a mitjans del segle XVIII.
La recopilació de 1755 de Jean-Antoine Bérard L'art du chant inclou una selecció de cançons sense paraules (sans paroles) de compositors com Lully (1632–1687) i Rameau (1683–1764), escollides pel seu valor com a exercicis de tècnica vocal.
Acompanyant els exercicis s'inclouen instruccions per dominar els reptes tècnics que plantegen.
Al segle XIX, les vocalises eren compostes habitualment específicament amb finalitats pedagògiques en lloc d'adaptar-se de cançons existents.
Una tradició relacionada de vocalises va sorgir al segle XIX amb estudis tècnics sense paraules acompanyats de piano.
Això seguia la moda de l'època de posar fins i tot el més mecànic dels estudis a l'acompanyament de piano amb la idea que això inspiraria l'intèrpret a executar la música de manera més artística.
A principis del segle xx, moltes partitures orquestrals incorporaven cors sense paraules (especialment cors femenins) per a efectes coloristes, i aquests cors es poden trobar en obres de Debussy, Ravel, Vaughan Williams, Holst i en moltes partitures de pel·lícules.

#### Exemples destacats
- Gabriel Fauré: Estudi vocal (1906)
- Maurice Ravel: Vocalise-étude en forme de habanera, M.51, for voice  and piano (1907)
- Igor Stravinsky: Pastorale per a soprano (1907)
- Carl Nielsen:

- - Simfonia núm. 3, op. 27: segon moviment (1911)

- Serguei Rachmaninoff:

- - Vocalise, Op.

- - 34, núm. 14, per a soprano (1912)

- Nikolai Medtner:

- - Sonata-Vocalise, Op. 41, núm. 1 (1922) i Suite-Vocalise, op. 41, núm. 2 (1927)

- Heitor Villa-Lobos:

- - Bachianas Brasileiras núm. 5: primer moviment (1938)

- Reinhold Glière:

- - Concert per a coloratura soprano i orquestra, op. 82 (1943)

- Joan Corigliano:

- - Vocalise, per a soprano, electrònica i orquestra (1999)

- Gilad Hochman:

- - Night Winds, vocalise for soprano and piano (2015)

### Jazz i música del món
Vocalese (amb el sufix -ese) fa referència a un tipus de cant de jazz en què es creen paraules noves i es canten a les improvisacions instrumentals existents.
Tant The Swingle Singers com Jon Hendricks van combinar aquestes dues tècniques.
Aquest estil està precompost (és a dir, no improvisat); per tant, no s'ha de confondre amb el cant scat, que és una improvisació sense paraules.
La cançó de blues gospel de 1929 I Had a Good Father and Mother de Washington Phillips té una vocalització com a tornada.
A la música clàssica índia, la tradició d'aakar s'utilitza com a exercici vocal abans de cantar, i també, fins a cert punt, s'afegeix al cant i a la melodia.